# Drzewo powieszonych
Drzewo powieszonych – amerykański western z 1959 roku na podstawie powieści Dorothy M. Johnson.

## Główne role
- Gary Cooper - Dr Joseph 'Doc' Frail
- Maria Schell - Elizabeth Mahler
- Karl Malden - Frenchy Plante
- George C. Scott - Dr George Grubb
- Karl Swenson - Tom Flaunce
- Virginia Gregg - Edna Flaunce
- John Dierkes - Society Red
- King Donovan - Wonder
- Ben Piazza - Rune

## Fabuła
Małe miasteczko gdzieś na granicy Montany. Tam mieszka Joseph Frail, były rewolwerowiec opiekuje się niewidomą Elizabeth. W okolicy pojawia się Frenchy Plante, były partner kobiety, który rości prawa do niej. Zdesperowany Frail robi wszystko, by nie dopuścić mężczyzny do Elizabeth.

## Nagrody i nominacje
32. ceremonia wręczenia Oscarów
- Najlepsza piosenka - The Hanging Tree - muz. Jerry Livingston, sł. Mack David (nominacja)